# NGC 7491
NGC 7491 је спирална галаксија у сазвежђу Водолија која се налази на NGC листи објеката дубоког неба.
Деклинација објекта је - 5° 57' 59" а ректасцензија 23h 8m 6,0s. Привидна величина (магнитуда) објекта NGC 7491 износи 13,8 а фотографска магнитуда 14,6. NGC 7491 је још познат и под ознакама MCG -1-59-2, IRAS 23054-0614, PGC 70546.